# Forn de calç Font dels Lleons
El forn de calç Font dels Lleons és una obra de Girona inclosa a l'Inventari del Patrimoni Arquitectònic de Catalunya.

## Descripció
Es tracta de les restes d'un forn de calç en molt mal estat de conservació, vestigis de l'olla amb murs paredats de mala qualitat i mides reduïdes. Per la construcció van aprofitar els materials de la zona.